# بوکلیر
بوکلیر (به فرانسوی: Beauclair) یک کمون (فرانسه) در فرانسه است که در موز (فرانسه) واقع شده‌است. بوکلیر ۴٫۸۴ کیلومتر مربع مساحت دارد ۱۹۰ متر بالاتر از سطح دریا واقع شده‌است.